# Ričardas Sargūnas
Ričardas Sargūnas (* 1. September 1954 in Ukmergė) ist ein litauischer Politiker.

## Leben
Nach dem Abitur 1972 an der 1. Mittelschule Ukmergė absolvierte er 1977 das Diplomstudium der  Autotransportwirtschaft und Organisation am Vilniaus inžinerinis statybos institutas und wurde Wirtschaftsingenieur.
1977 arbeitete er in Anykščiai. Von 1983 bis 1985 leistete er den Sowjetarmeedienst. Von 2004 bis 2005 leitete er den Bezirk Utena. Von 2007 bis 2012 war er Mitglied im Rat der Rajongemeinde Anykščiai. Seit 2012 ist er Mitglied im Seimas.
Seit 2003 ist er Mitglied der Darbo partija.
Er ist verheiratet. Mit seiner Frau Violeta hat er den Sohn Deivis.